# Pierre-François Bernier

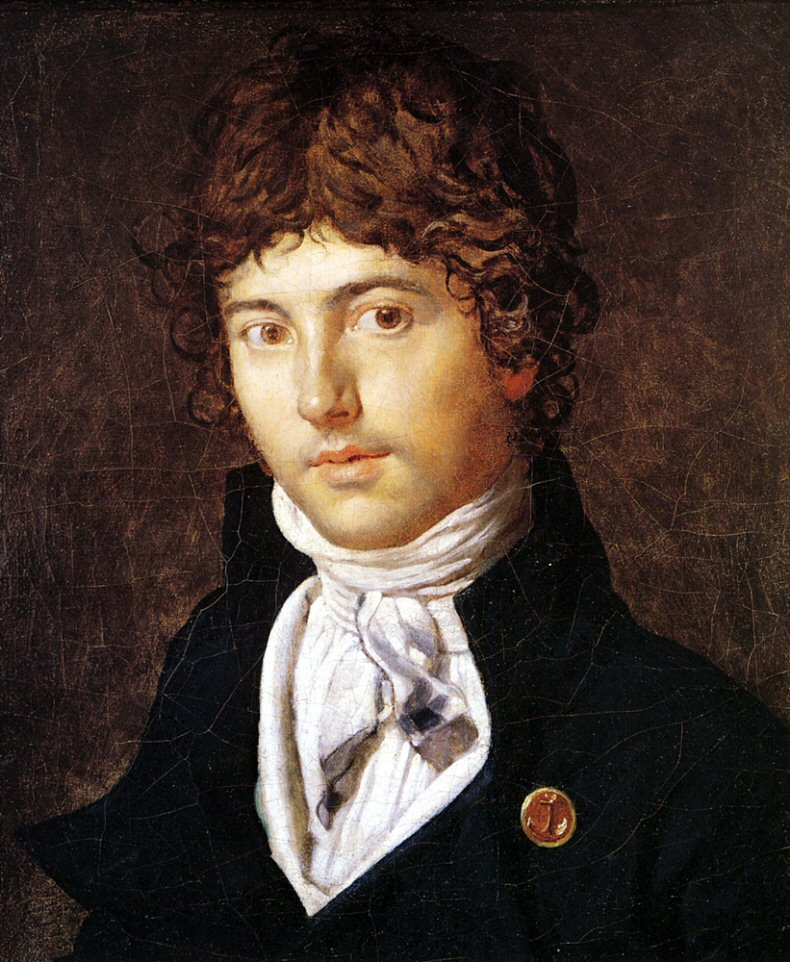
Retrato de Bernier por Dominique Ingres, executado em 1800.

Pierre-François Bernier (1779 - 5 de junho de 1803) foi um astrónomo francês. Participou na expedição às terras austrais comandada por Nicolas Baudin e que partiu de Le Havre em 19 de outubro de 1800. Instalado a bordo do navio Le Naturaliste, perdeu a vida nessa viagem.

## Biografia
Natural de Montauban, Pierre-François Bernier foi aluno de Joseph Lalande. Antes de embarcar na sua última viagem, participou numa primeira expedição com Nicolas Baudin e teve ocasião de posar para um retrato pintado por Dominique Ingres.
A bordo do Naturaliste teve na noite de 20 para 21 de outubro um enjoo e até ao fim do mês hesitando em sair na primeira escala. No dia seguinte a essa hesitação, no entanto, estava melhor e discutiu com Jean-Baptiste Bory de Saint-Vincent uma outra viagem em projeto. De facto, em Voyage dans les quatre principales îles des mers d'Afrique, o zoólogo-chefe da expedição aponta-o como um dos três melhores amigos que fez na travessia até à ilha Maurícia, então chamada Île de France, apresentando-o como dotado de um juízo sólido.
A bordo, Bernier livra-se de muitas observações astronómicas, nomeadamente as da distância de Aldebaran à  Lua na noite de 31 de outubro a 1 de novembro, durante a qual o céu esteve limpo e o tempo agradável. Pierre-François Bernier morreu de disenteria ao largo das costas de Timor em 5 de junho de 1803. 
A ilha Bernier, na Austrália Ocidental, à entrada da baía Shark, recebeu esse nome em sua homenagem.